# Neolasioptera argentisquama
Neolasioptera argentisquama är en tvåvingeart som först beskrevs av Ephraim Porter Felt 1908.  Neolasioptera argentisquama ingår i släktet Neolasioptera och familjen gallmyggor.
Artens utbredningsområde är New York. Inga underarter finns listade i Catalogue of Life.